# Yarrow Shipbuilders
Yarrow Shipbuilders Limited (YSL), часто просто Yarrows — в прошлом крупная британская судостроительная фирма, базировавшаяся в Скотстоне, районе Глазго на реке Клайд. В настоящее время является частью компании BAE Systems Surface Ships, принадлежащих ВАЕ Systems, которой с 1999 года также принадлежит находящаяся рядом судоверфь Говен.

## История

### Основание и деятельность в Лондоне
Компания была основана Альфредом Ярроу (позже —сэр Альфред Ярроу, 1-й Баронет Хоумстедский ) в 1865 году, как Yarrow & Company, Limited. Первоначально она была основана в Folly Wall, Poplar, затем в 1898 году поскольку компания росла, Yarrow перенес свою верфь в London Yard, Cubitt Town. Сотни паровых катеров, озерных и речных судов, и в конце концов первые в Королевском военно-морском флоте эсминцы типа Havock, были построены на верфи Ярроу в Лондоне с 1869 по 1908 годы. Yarrow был также производителем бойлеров, и тип водотрубных котлов, известных как «котёл Ярроу», разработанный и запатентованный компанией, был впервые использован на миноносце в 1887 году и позднее применялся на большом количестве транспортных средств, начиная с RMS Queen Mary и кончая локомотивом LNER типа W1.

### Переезд в Глазго

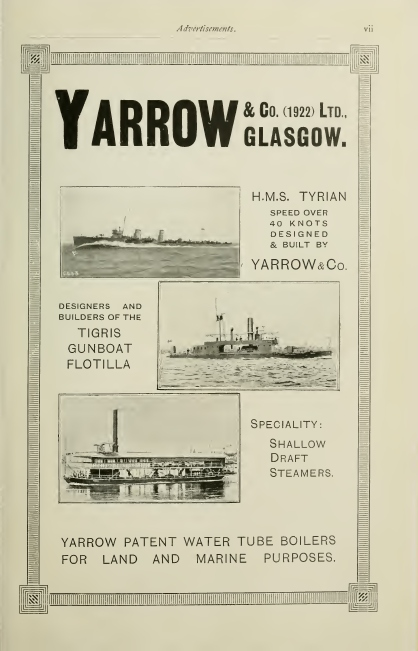
Реклама Yarrow & Co. Ltd. в военно-морском ежегоднике Brassey's 1923 года, где изображён эсминец S-класса HMS Tyrian и канонерка типа Fly.

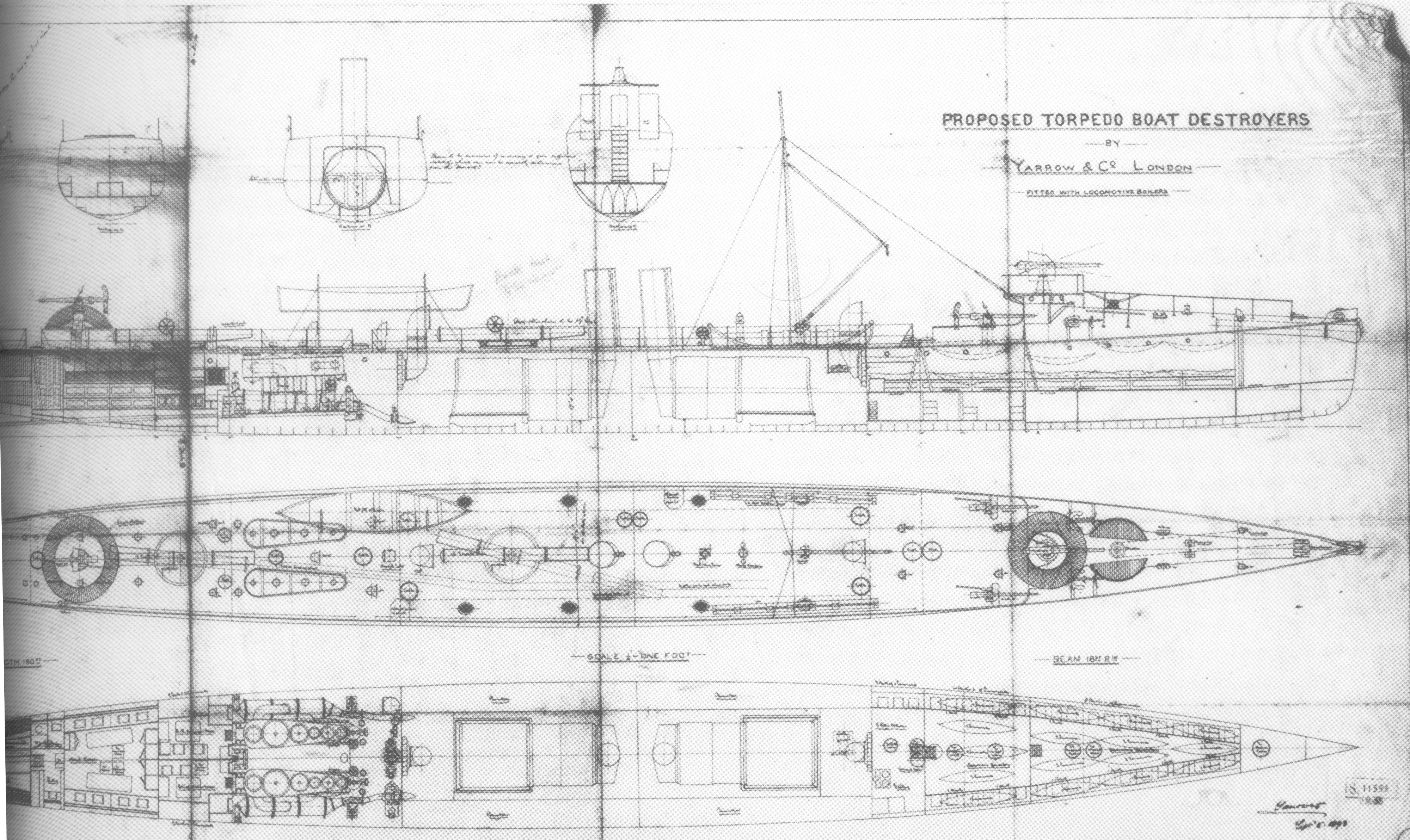
Общая схема эсминца типа Charger, построенных Yarrow & Co. at Poplar, Лондон, 1894–95.

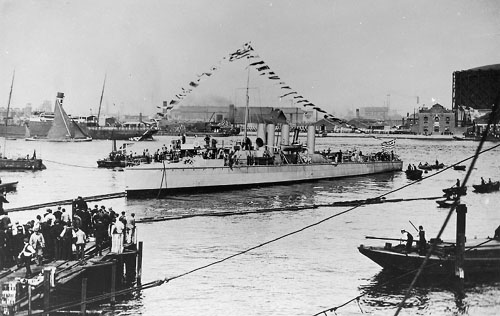
Спуск на воду эсминца типа Thyella для Королевского греческого военно-морского флота на верфи Yarrow's London Yard в Cubitt Town, 1906.

Несмотря на смену расположения, Yarrow становилось тесно на его лондонской площадке и это, наряду со стоимостью земли и труда привело к тому, что верфь в 1906 году была перемещена в Scotstoun, к западу от Глазго. Было перемещено от 4000 до 5000 тонн грузов от литейных моделей до тяжелых станков. Каждый день от сорока до пятидесяти вагонов уходили из Поплара. Первым судном, спущеным в Скотстоне 14 июля 1908 года, стал головной корабль эсминцев типа Pará для ВМС Бразилии. Компания также создала совместное предприятие Coventry Ordnance Works в 1905 году, построив большой завод недалеко от его верфи Скотстоне в 1910 году. Во время Первой Мировой Войны компания разработала новаторский протез Эрскина для сэром Уильяма Макэвена.
Компания Yarrow стала одним из ведущих мировых строителей эсминцев и фрегатов с момента своего создания, поставляя корабли для Королевского военно-морского флота и множества экспортных заказчиков. В течение многих лет, до 1960-х годов Yarrow также построено большое количество торговых судов, особенно судов для рек и озер Бирмы, Индии, Африки и Южной Америки.
Некоторые из этих судов были построены, чтобы служить на озерах, которые не имели никакого судоходного доступа, чтобы доставить их по морю. Они собирались временно на верфи, демонтировались на большое количество частей, перевозились на озеро, там заново собирались и спускались на воду. Верфь Yarrow's Scotstoun построила таким образом паром MV Ilala для Ньясаленда в 1949 году. Он был построен и спущен на озере Ньяса (ныне озеро Малави) в 1951 году. На верфи построены три паромы на озере Виктория в Восточной Африке. RMS Victoria был построен в Скотстоне в 1960 году и собран в Кенийском порту Кисуму на озере в 1961 году.  Железнодорожные паромы MV Umoja и MV Uhuru были построены в Скотстоне в 1965 году и собраны в Кисуму в 1965 и 1966 годах.
В общей сложности Yarrow построил около 400 судов на Клайде – это можно проследить в деталях в Базе данных судов, построенных для Клайда.
Двор продолжал развиваться в послевоенный период, приобретя и интегрировав в 1964 году завод в соседней Blythswood Shipbuilding Company, которая сама была основана в 1919 году. Новое приобретение было использовано Yarrow, чтобы расширить свои верфи. С помощью государственных субсидий на территории бывшей верфи Blythswood были построены три крытых стапеля и шестиэтажное здание технического офисного блока. В течение этого периода Yarrow участвовал в проектировании и строительстве большей части послевоенного Королевского флота, включая фрегаты типа 81 «Трайбл», типа 14 «Блэквуд» и типа 12M «Ротсей».

### В составе Upper Clyde Shipbuilders
В 1968 году компания вошла в состав Upper Clyde Shipbuilders , которая разорилась в 1971 году. Yarrows вышло из совместного предприятия в апреле 1970 года как единственное прибыльные подразделение. В 1974 году она приобрела соседнюю верфь Elderslie Dockyard, принадлежащую  Barclay Curle, которая находилась к западу от Yarrow  и включала в себя обширный комплекс из трех доков: построенные в 1904 году (сухой док №1), в 1933 году (сухой док №2) и в 1965 году (сухой док №3). В этот период Yarrow участвует в выпуске фрегатов типа 12 «Линдер» и типа 21 «Амазон» для Королевского военно-морского флота, а также фрегатов типа Condell для чилийского флота и фрегатов типа Nilgiri для ВМС Индии.

### Национализация

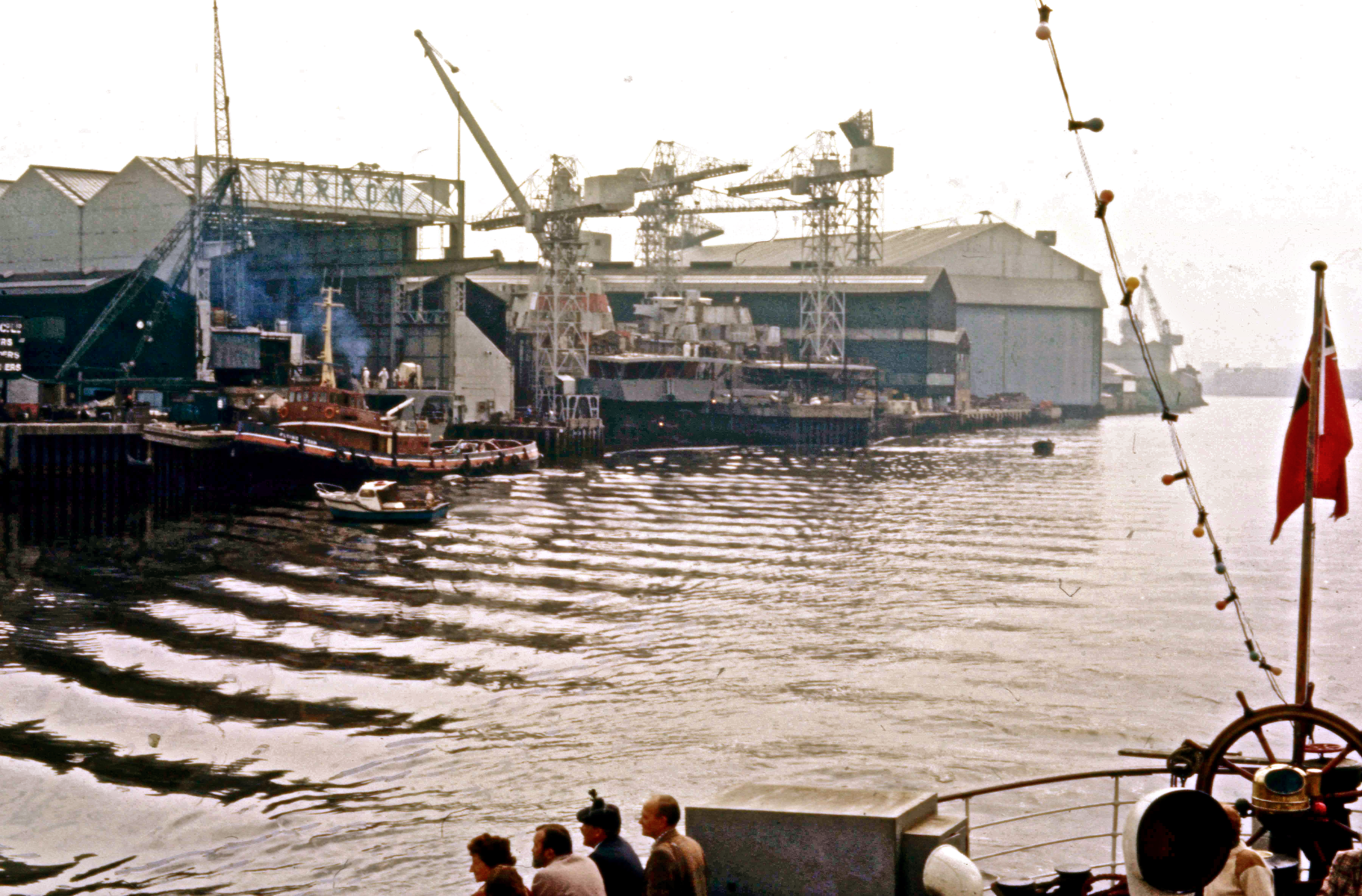
Строительство польских кораблей, июнь 1979 года

В 1977 году лейбористское правительство Джеймса Каллагана приняло Aircraft and Shipbuilding Industries Act 1977, который национализировал Yarrow (Shipbuilders), Limited, и объединил его с другими крупными британскими верфями в подразделение British Shipbuilders. инвестиции по-прежнему во дворе, со строительством большого стеклопластик изготовление прихожей на западном конце двора, рядом с Элдерсли сухие доки в конце 1970-х годов. Сухой док № 1 был также закрыт. Это было в подготовке к проекта Hunt, хотя только два судна класса были в конечном счёте построены на Yarrow. Давно заброшенный зал был впоследствии снесен в 2008 году.

### Приватизация

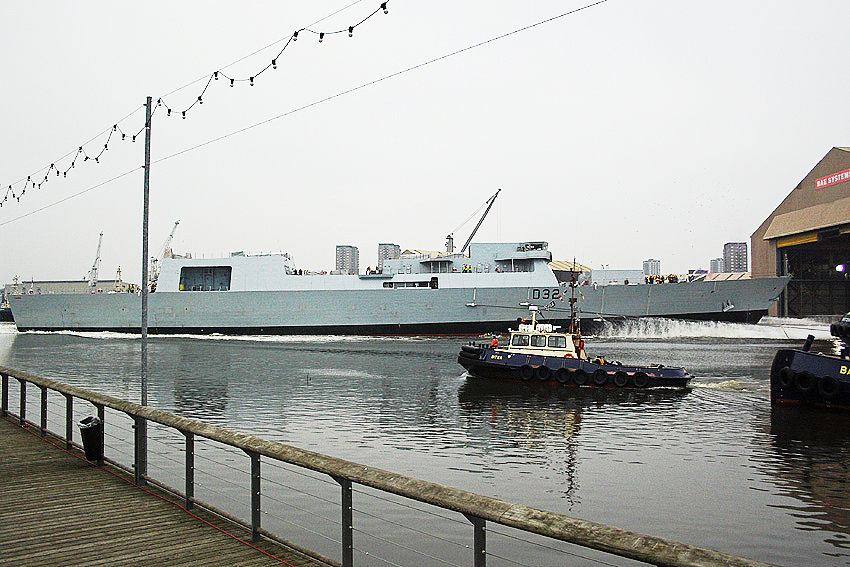
Спуск на воду эсминца «Дэринг»типа 45 на бывшей верфи Yarrow, ныне принадлежащей ВАЕ Systems, 2006 год.

Последующие правительства Маргарет Тэтчер начала приватизацию программу и выгодные тысячелистника был одним из британских Судостроителей в начале выбытий. Она была продана в 1985 году в ЖЕКс ЖЕК-Маркони дивизии, став Маркони морской (Ив Сен Лоран). ЖЕК начал программу капитальных инвестиций, завершившееся строительство крупного модуля, Северная крытых стапелях, в 1987 году. В Чаринг-Кросс башнина основе тысячелистника-Адмиралтейство-исследовательского отдела (двор) морской техники и кораблестроения по вопросам коммерческой продали шапку группы в 1986 году. Основные работы в этот период был на Тип 22 палаш класс и Тип 23 (типа Дюк) фрегатов для ВМС и Шаблон:Sclass- для Королевского Малайзийского Военно-Морского Флота. В 1999 году Маркони электронных систем было продано Бритиш Аэроспейс, создавая ВАЕ Systems. Маркони морской (Ив Сен Лоран), а затем стала частью компании BAE систем морских. на 2009 год, Компания теперь является частью компании BAE систем надводных кораблей, а БЭ систем вспомогательных.

### Yarrows в Канаде
Yarrows Ltd. был крупным судостроительным заводом, расположенным в Esquimalt, Британская Колумбия на западном побережье острова Ванкувер, Канада. Основан в 1893 как Esquimalt Marine Railway Co., позже B.C. Marine Railway Co., Фитцхербертом Булленом, он строил малые прибрежные железные дороги в Виктории и Ванкувере. Альфред Ярроу приобрёл завод в 1913 году, и переименовал его в Yarrows Ltd. Менеджером предприятия стал его сына, Норман Ярроу. С самого начала завод стал строить корабли для канадской Тихоокеанской железной дороги, верфь расширилась в ходе Первой мировой войны за счёт заказов на ремонт и переоборудование многих судов для Королевского Военно-Морского Флота, численность персонала достигла 800 человек. В конце 1920-х годов, был построен большой сухой док Esquimalt. Во время Второй Мировой Войны компания производила корветы, фрегаты, десантные корабли и транспортные паромы для Королевского военно-морского флота и Королевского канадского военно-морского флота, а также самолеты. Другие работы включали вооружение гражданских судов и переоборудование по крайней мере одного для перевозки войск. В период наивысшего расцвета количество работающих достигло 3500. После войны семья Ярроу продала верфь компании Burrard Dry Dock. Верфь была закрыта в 1994 году, сухой док и имущество теперь являются частью базы канадских Вооруженных Сил Esquimalt.

## Корабли, построенные Yarrow
| Построены в Лондоне | Построены в Глазго | Построены в ]канаде |
| --- | --- | --- |
| - Миноносец Котака (Япония) 1885 - Эсминцы типа Havock - HMS Havock 1893 - HMS Hornet 1893 - Эскадренные миноносцы типа «Икадзути» - Ikazuchi 1898 - Inazuma 1899 - Niji 1899 - Akebono 1899 - Oboro 1899 - Sazanami 1899 - PS Aotea (later renamed PS Waimarie) 1899 — restored and operating in Wanganui, New Zealand - SS (later MV) Wairua −1904- restored and operating in Wanganui, New Zealand - SS (later MV) Waione — 1898? — scrapped in the 1960s - SS (later MV) Ohura — 1898? — wrecked and later scrapped - MV Ongarue — 1903 — awaiting restoration, Wanganui - SS (later MV) Waiora — 1904 — sunk on the river in Wanganui - Эскадренные миноносцы типа «Ривер» - HMS Teviot 1903 - HMS Usk 1903 - HMS Ribble 1904 - HMS Welland 1904 - HMS Gala 1905 - HMS Garry 1905 - Thyella-class destroyers (ВМС Греции) - Nafkratousa 1906 - Thyella 1907 - Lonchi 1907 - Sfendoni 1907 | - Pará-class destroyers - Black Swan-class sloop - HMS Wild Goose HMS Flamingo (U18) HMS Black Swan, HMS Whimbrel. - Эскадренные миноносцы типа «Виапон» - HMS Battleaxe - HMS Broadsword - Daring-class destroyers - HMS Decoy - HMS Diana - Lake Malawi ferry - MV Ilala 1949 - Эскадренные миноносцы типа «Трайбл» - HMS Ashanti - Lake Victoria ferries - RMS Victoria 1960 - MV Uhuru 1965 - MV Umoja 1965 - Фрегаты типа «Линдер» - HMS Apollo - HMS Ariadne - HMS Dido - HMS Diomede - HMS Hermione - HMS Jupiter - HMS Naiad - HMNZS Canterbury (F421) - Almirante Lynch 3 - Almirante Condell 3 (1973) - Фрегаты типа 21 - HMS Ambuscade - HMS Arrow - HMS Alacrity - HMS Ardent - HMS Avenger - Фрегаты типа 22 - HMS Broadsword - HMS Battleaxe - HMS Brilliant - HMS Brazen - HMS Boxer - HMS Beaver - HMS Brave - HMS London - HMS Cornwall - HMS Cumberland - Фрегаты типа 23 - HMS Norfolk - HMS Argyll - HMS Lancaster - HMS Iron Duke - HMS Monmouth - HMS Montrose - HMS Somerset - HMS Grafton - HMS Sutherland - HMS Kent - HMS Portland - HMS St Albans - Эскадренные миноносцы типа 45 - HMS Daring 2006 - HMS Dauntless 2007 - HMS Diamond 2007 - HMS Dragon 2008 - HMS Defender 2009 - HMS Duncan 2010 - Converted Civilian Vessels - HMCS Tuna originally built as Tarantula | - Ferries (note: ships without hull numbers were built for another company before BC Ferries). - Hull Unknown MV Pender Queen 1923 Built as MV Motor Princess and served the Canadian Pacific Railway. - Hull Unknown MV Salt Spring Queen 1949 Built as the MV Delta Princess and crossed the Fraser River where the George Massey Tunnel is now. - Hull Unknown MV Kwuna 1975 - Hull 371 MV Queen of Cowichan 1976 - Hull 550 MV Queen of Oak Bay 1981 - MV Spirit of British Columbia 1993 - MV Spirit of Vancouver Island 1994 - Warships - Фрегаты типа «Ривер» for the Royal Canadian Navy (16 vessels) — 1942—1944 - Корветы типа «Флауэр» for the Royal Canadian Navy (5 vessels) — 1940—1941 - HMCS Alberni (K103) 1940 - HMCS Nanaimo (K101) 1940 - HMCS Edmundston (K106) 1941 - HMCS Timmins (K223) 1941 - HMCS Vancouver (K240) 1941 - Landing craft - Converted civilian vessels - Auxiliary cruiser SS Rajputana 1939 - RMS Empress of Russia - RMS Empress of Japan - RMS Empress of Asia - RMS Empress of Canada - CCGS Tanu - CCGS Vector |

### Спасательные шлюпки типа Clyde
- Charles H Barrett (70-001)
- Grace Paterson Ritchie (70-002)

### Королевские ВМС Малайзии
- KD Hang Tuah (F76) ex-Black Star, ex-HMS Mermaid
- KD Rahmat (F24)
- Фрегаты типа «Лекю»
  - Jebat (F29)
  - Lekiu (F30)

## Внешние ссылки
- The Clyde-built ships data base – lists over 22,000 ships built on the Clyde